# Batalla d'Apros
La batalla d'Apros fou un enfrontament que tingué lloc el juny del 1305 a Apros, prop de la ciutat tràcia de Rodostó, entre la Companyia Catalana d'Orient i l'Imperi Romà d'Orient. Les tropes de la Companyia, molt inferiors en nombre, esclafaren l'exèrcit romà d'Orient, ocasionant a l'imperi una ferida de la qual no es recuperaria.

## Antecedents
Fracassat el setge de Gal·lípoli (abril-juny de 1305), amb la victòria de la Companyia Catalana d'Orient, l'emperador Andrònic II Paleòleg i el seu fill Miquel temen la possible arribada de reforços per a la companyia, provinents de Catalunya o Sicília, i agrupen les seves forces per a fer l'atac definitiu sobre aquests.
Els almogàvers, alertats per una espia enviada per Ramon Muntaner, resolen sortir a l'encontre de l'enemic. Al cap de tres dies de marxa la Companyia es troba, prop d'Apros, amb el campament romà, on Miquel IX Paleòleg s'ha apostat a l'espera de la resta de tropes, que arriben durant la nit.

## Camp de batalla
Els vora 3.000 almogàvers formaren un esquadró d'infanteria al centre flanquejat per ambdós costats per la cavalleria, a la rereguarda hi deixaren un esquadró d'infanteria, i partiren vers l'enemic.
Els romans, en veure l'arribada de la host, formaren pel combat: la infanteria al centre, repartida en cinc esquadrons, sota les ordres del general Teodor (oncle de Miquel) a banda esquerra la cavalleria formada per alans i turcoples comandats per Basila i al costat dret cavalleria formada per tracis i macedonis comandada per l'heteriarca. A la rereguarda resta Miquel.
El primer esquadró d'almogàvers topà amb els alans i turcoples, els quals foren rebutjats i fugiren deixant la infanteria romana al descobert pel flanc esquerre, que es trobà amb la càrrega del primer esquadró almogàver i part de la cavalleria mentre que la resta d'almogàvers carregava pel centre. Davant l'envestida almogàver la infanteria cau, donant-se finalment a la fugida. La cavalleria de Tràcia i Macedònia fou l'única que pogué mantenir la seva posició, enfrontant-se amb la cavalleria catalana, i defenent un esquadró fins que no fou trencat per la resta d'almogàvers entrant per l'altre costat i pel centre. En aquest moment es retiraren, amb gran pèrdua d'efectius.
Miquel, veient la desfeta del seu exèrcit, en un acte de valentia, carrega amb 100 homes contra els almogàvers tornant a anivellar la batalla. Miquel feu mostra de gran valentia i destresa, ferint molts almogàvers. El coemperador envesteix Bernat Ferrer, mariner almogàver que entrà en batalla a cavall i amb riques vestidures i cuirassa fruit de les anteriors batalles, i el fereix. L'almogàver contraataca i ferix el príncep, el qual és socorregut per la seva guàrdia. L'exèrcit romà pateix un gran nombre de baixes i veient el seu general caigut es retira.
Els almogàvers, tement una possible emboscada, no persegueixen l'exèrcit.

## Conseqüències
La derrota deixa l'Imperi Romà d'Orient sense exèrcit i la Companyia Catalana d'Orient dominant la major part de Tràcia.